# 布雷 (埃塞俄比亞)
布雷（Bure 或 Burye）是埃塞俄比亞西部阿姆哈拉州西戈賈姆地區的小鎮，座標10°42′N 37°4′E / 10.700°N 37.067°E，海拔2,091米。根據埃塞俄比亞中央統計局2005年人口普查的資料，布雷人口約23,292，其中男性11,535人，女性11,757人。